# 紫叶堇菜
紫叶堇菜（学名：Viola hediniana）是堇菜科堇菜属的植物。分布在中国大陆的云南、四川等地，生长于海拔1,500米至4,000米的地区，多生在山地林下、林缘、草坡及岩缝潮湿处，目前尚未由人工引种栽培。